# Abisara bugiana
Abisara bugiana är en fjärilsart som beskrevs av Hans Fruhstorfer 1904. Abisara bugiana ingår i släktet Abisara och familjen Riodinidae. Inga underarter finns listade i Catalogue of Life.